# Instituto Técnico Ferroviario Carlos Arias Martínez
El Instituto Técnico Ferroviario Carlos Arias Martínez, también conocido como Universidad Ferroviaria, fue una institución superior técnica chilena, creada en 1920 y administrada por la Empresa de los Ferrocarriles del Estado (EFE), destinada a profesionalizar a los trabajadores de las distintas ramas de la organización.

## Historia
Los primeros antecedentes de instituciones educativas relacionadas al área ferroviaria chilena se remontan a 1916 cuando surgen las Escuelas de Maquinistas y Fogoneros en la Empresa de los Ferrocarriles del Estado, que posteriormente pasaron a denominarse como Escuelas de Tracción y Maestranzas. El Instituto Técnico Ferroviario fue creado el 20 de marzo de 1920 bajo el nombre de Universidad Ferroviaria, producto de una solicitud de un grupo de ingenieros y el profesor encargado de la escuela de maquinistas de la Empresa de los Ferrocarriles del Estado; en su primer año contaba con 30 estudiantes, y al año siguiente comenzó a ser subsidiada por la administración de EFE, y su plantel de alumnos había aumentado a 80 personas. Su fundador fue el ingeniero Carlos Arias Martínez y Arturo Palacios su primer secretario. En 1927 su sede se encontraba al interior de la Estación Central de Santiago, contaba con tres cursos preparatorios y dos de especialidades.
Hacia 1934 la institución era denominada Universidad Popular Ferroviaria, atendía a 134 alumnos y poseía una biblioteca compuesta por 686 libros. En 1935 la Dirección General de EFE nombró una comisión integrada por un representante del Departamento de Tracción y Maestranza, otro del Departamento de la Vía, otro del Departamento de Transporte, el jefe de la Sección Bienestar y el encargado de la Enseñanza y Director de la Universidad Popular Ferroviaria, a fin de estudiar una reforma de su organización y plan de enseñanza, más en armonía con las necesidades de la empresa en aquel entonces; dichos estudios generaron el cambio del plan de estudios de la institución y el cambio de nombre a Instituto Ferroviario, que posteriormente pasó a denominarse Instituto Técnico Ferroviario «Carlos Arias Martínez» en homenaje a su primer director, fallecido el 27 de octubre de 1942. En 1945 su director era Emeterio Aranda Ahumada.
El instituto dependía de la Sección Bienestar del Departamento de Personal y Bienestar de la Empresa de los Ferrocarriles del Estado. El 22 de julio de 1963 fue promulgada la Ley 15224, que incorporó al Colegio de Ingenieros de Chile a los titulados en el Instituto Ferroviario Carlos Arias Martínez, «previo examen de capacidad rendido satisfactoriamente ante una comisión tripartidista designada por el Colegio, la cual deberá estar integrada por un profesor universitario, a lo menos»; mediante la Ley 17251 del 2 de diciembre de 1969 se suprimió el requisito del examen de capacidad. Hasta 1964 su sede estaba en Alameda 3680, en el local de la Asociación de Empleados Ferroviarios.
En 1965 el instituto entregaba títulos en especialidades de Construcción, Mecánica y Electricidad. El 31 de enero de 1966 fue constituida la Asociación de Técnicos del Instituto Técnico Ferroviario Carlos Arias Martínez (ATIF), compuesta por alrededor de 380 exalumnos de la institución; obtuvo su personería jurídica el 8 de junio del mismo año. Hacia 1970 el instituto entregaba los títulos de Técnico con mención en Administración, en Vías de Obra, en Mantenimiento de Maquinarias e Instalaciones Eléctricas, Mantenimiento de Equipo Rodante y de Tracción, y Explotación. También poseía un convenio con Inacap, que prestaba asistencia técnica-pedagógica y de material educativo.
En 1975 el Instituto Técnico Ferroviario Carlos Arias Martínez cerró sus puertas por decisión de la Empresa de los Ferrocarriles del Estado y se entregaron los últimos títulos de Técnico Ferroviario en las distintas menciones; en aquel entonces la sede de la institución se encontraba en la avenida España 455, cerca de la calle Grajales, en un local inaugurado el 2 de septiembre de 1964.